# Населённые пункты Балезинского района
Муниципальное образование «Балезинский район» включает в себя 136 населённых пунктов: 17 сельских поселений в составе 1 посёлка, 13 сёл, 114 деревень, 4 починков, 2 хуторов и 2 населённых пунктов, не имеющих специального статуса.
Административный центр района — посёлок Балезино.

## Перечень населённых пунктов
Ниже приводится список населённых пунктов района по муниципальным образованиям (сельским поселениям), к которым они относятся. Жирным шрифтом выделены административные центры поселений.

### Муниципальное образование «Балезинское»
- посёлок Балезино

### Муниципальное образование «Андрейшурское»
- село Андрейшур
- деревня Беляны
- деревня Верх-Туга
- деревня Верх-Люк
- деревня Зилай
- село Зилай
- деревня Люк
- деревня Новый Кеп
- деревня Пулыб
- деревня Старый Кеп
- деревня Сенькачум
- село Нововолково

### Муниципальное образование «Большеварыжское»
- деревня Большой Варыж
- деревня Новое Липово
- деревня Зятчашур

### Муниципальное образование «Верх-Люкинское»
- деревня Верх-Люкино
- деревня Возешур
- деревня Демино
- деревня Жобшур
- деревня Кузем
- деревня Сизево
- деревня Полишонки
- деревня Гуменки
- деревня Мокино
- деревня Ягошур

### Муниципальное образование «Воегуртское»
- деревня Воегурт
- деревня Адам
- село Заречный
- деревня Пибаньшур
- деревня Удмуртский Пибаньшур
- деревня Русский Пибаньшур
- деревня Пышкец
- деревня Тукташ
- деревня Шур
- починок Шур
- починок Дома 1205 км
- хутор Дома 1208 км
- хутор Дома 1211 км
- починок Дома 1214 км
- населённый пункт Балезино-3

### Муниципальное образование «Исаковское»
- деревня Исаково
- деревня Бахтиево
- деревня Ермилово
- деревня Кер-Нюра
- деревня Кобиньпи
- деревня Малый Ягошур
- деревня Ушур

### Муниципальное образование «Каменно-Задельское»
- село Каменное Заделье
- деревня Бозгон
- деревня Битчимшур
- деревня Бурино
- деревня Карйыл
- деревня Речка Люк
- деревня Седъяр

### Муниципальное образование «Карсовайское»
- село Карсовай
- бывший поселок Глазовского леспромхоза   Андреевцы
- деревня Адам
- деревня Базаны
- деревня Васютенки
- деревня Киренки
- деревня Коньково
- деревня Максенки
- деревня Марченки
- деревня Мосены
- деревня Мувыръяг
- деревня Новоселы
- деревня Павлушата
- деревня Петровцы
- деревня Порошино
- деревня Север
- деревня Чебаны

### Муниципальное образование «Кестымское»
- деревня Кестым
- деревня Гордино
- деревня Коровай
- деревня Котомка
- починок Дома 1186 км

### Муниципальное образование «Киршонское»
- деревня Киршонки
- село Кирино
- деревня Мартеленки
- деревня Петухово
- деревня Рахмал
- деревня Сосновка
- деревня Тугей
- деревня У Речки Даниловка
- деревня Ягварь

### Муниципальное образование «Кожильское»
- деревня Кожило
- село Балезино
- деревня Бисарпи
- деревня Быдыпи
- деревня Дениспи
- населённый пункт Дома 1189 км
- деревня Такапи
- деревня Шолоково

### Муниципальное образование «Люкское»
- село Люк
- деревня Большое Сазаново
- деревня Коршуново
- деревня Малое Сазаново
- деревня Юлдырь

### Муниципальное образование «Пыбьинское»
- село Пыбья
- деревня Ванягурт
- деревня Верх-Кестым
- деревня Нурызово
- деревня Подборново

### Муниципальное образование «Сергинское»
- село Сергино
- деревня Архипята
- деревня Афонино
- деревня Ваньки
- деревня Василята
- деревня Васенки
- деревня Гарченцы
- деревня Гаревская
- деревня Кипрята
- деревня Коровино
- деревня Некрасовцы
- деревня Петровцы
- деревня Шарпа

### Муниципальное образование «Турецкое»
- село Турецкое
- деревня Большой Унтем

### Муниципальное образование «Эркешевское»
- деревня Эркешево
- деревня Зяниево
- деревня Замятьево
- деревня Зотино
- деревня Оросово
- деревня Торлино
- деревня Чуялуд

### Муниципальное образование «Юндинское»
- село Юнда
- деревня Ахмади
- деревня Бектыш
- деревня Вотино
- деревня Котегово
- деревня Падера
- деревня Пироково
- деревня Потёмкино
- деревня Ягошур
- деревня Лебеди